# Госпожа Министр танцует
Госпожа Министр танцует (пол. Pani minister tańczy) — польский чёрно-белый музыкальный фильм, комедия 1937 года.

## Сюжет
Сюзанна — министр защиты общественной морали. Лола, её сестра-близнец — актриса ревю. Сестра своим поведением компрометирует госпожу министра, однако после множества весёлых приключений всё счастливо заканчивется. Министр и её заместитель признаются друг другу в любви.

## В ролях
- Толя Манкевичувна —  Сюзанна, министр / Лола, актриса ревю
- Александр Жабчинский — граф Себастьян Мария Раймунд де Сантис
- Мечислава Цвиклиньская — Полли Грибальди
- Юзеф Орвид — Аполониуш, советник Министерства
- Михал Знич — лидер оппозиции
- Станислав Селяньский — старший официант
- Стефан Хныдзиньский — муж Лоли
- Конрад Том — директор танцевального зала
- Хелена Грушецкая — участница заседания у министра
- Янина Кшимуская — участница заседания у министра
- Хелена Зарембина — участница заседания у министра